# 110e régiment d'infanterie (France)
 (décembre 2020).
Si vous disposez d'ouvrages ou d'articles de référence ou si vous connaissez des sites web de qualité traitant du thème abordé ici, merci de compléter l'article en donnant les références utiles à sa vérifiabilité et en les liant à la section « Notes et références ».
Pour les articles homonymes, voir 110e régiment.
Le 110e régiment d'infanterie (110e RI) est un régiment d'infanterie de l'Armée de terre française créé sous la Révolution à partir du régiment du Port-au-Prince, régiment français d'Ancien Régime.
Le ministère de la Défense annonce le 31 octobre 2013 la dissolution de l'unité pour courant 2014, mettant ainsi fin à près de 50 ans de présence dans la ville de Donaueschingen. Il est donc dissous le 24 juin 2014.

## Création et différentes dénominations
- 1792 : 110e régiment d’infanterie
- 1794 : 110e demi-brigade de première formation
- 1799 : 110e demi-brigade d’infanterie de ligne
- 1809 : dissolution[2]
- 1870 : recréation[3].
- 1887 : renommé 110e régiment d'infanterie
- 1914 : à la mobilisation, il donne naissance au 310e régiment d’infanterie
- 26 décembre 1940 : dissolution
- 1944 : recréation
- 1955 : le 110e BI (en garnison à Fribourg-en-Brisgau) bataillon métropolitain du 110e RIC (en garnison à Constance) devient le 110e RIM et part pour l’Afrique du Nord en août 1955 sous les ordres du colonel Homo. Le 110e RIC devient le 21e RIC en mai 1955.
- 1er juillet 1964 : intègre le 30e bataillon de chasseurs à pied et devient le 110e régiment d’infanterie motorisée
- 1984 : renommé 110e régiment d’infanterie
- 2014 : dissolution du régiment

## Chefs de corps

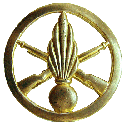
Insigne de béret de l'infanterie.

- 1788 : colonel Thomas Antoine de Mauduit du Plessis
- 1791 : lieutenant-colonel de Cournoyer
- 1792 : Jean Joseph Lombard de Roquefort - Colonel
- 1793 : Pierre Pascal Dupuy - Colonel
- 1793 : Valentin - Commandant
- 1794 : Denis Jacques de Moret - chef de brigade
- 1795 : Balthazard Grandjean - chef de brigade
- 1798 : Loilier - chef de brigade
- 1802 : Louis Pierre Jean Cassan - chef de brigade
- 1802 à 1870 : le régiment n'existe plus
- 1870 : Allart - Commandant
- 1870 : Mimerel - Colonel
- 1870 : Roblastre - Colonel
- 1871 : de la Chaussée
- 1876 : Lemoize
- 1882 : Baum
- 1884 : Jacques Charles René Achille Duchesne
- 1888 : Félix Washington Latour d'Affaure
- 1889 : Robin
- 1896 : Maury
- 1901 : Affert
- 1901 : Jean Paul Brieu
- 1906 : de la Pintière
- 1906 : Fares
- 1910 : Chere
- 1912 : lieutenant-colonel  Marcel Levie
- 1914 : Buffet
- 1915 : commandant Vergnes
- 1915 : colonel Antoine Léchères
- 1916 : lieutenant-colonel Lehagre
- 1917 : Rollez
- 1918 : colonel Léon Paillot
- 1920 : lieutenant-colonel Grasse
- 1921 : " Vesque
- 1921 : colonel Tysseyre
- 1923 : Oudry
- 1923 : Leclerc
- 1927 : Marchal
- 1928 : D'Hers de Miquel
- 1931 : Pourailly
- 1934 : Hanaut
- 1937 : Parent
- 1939 : Derache
- de 1940 à 1945 le régiment n'existe plus
- 1945 : lieutenant-colonel Reymond
- 1945 : colonel Lorillot
- 1945 : lieutenant-colonel Dancourt
- 1945 : colonel Le Hingrat
- 1947 : chef de Bataillon Deruelle
- 1947 : de Beaugrenier
- 1948 : Joyeux
- 1949 : lieutenant-colonel Cucherat
- 1949 : colonel Pelissier
- 1950 : Cazalaa
- 1952 : Briand
- 1953 : Rousson
- 1955 : Homo
- 1957 : Costa de Beauregard (**)
- 1959 : Puech
- 1960 : Person
- 1962 : Badie
- 1964 : Dufour
- 1964 : Barthelemy
- 1965 : Fuhr
- 1967 : Prost (***)
- 1969 : Toulouse
- 1971 : colonel Louis Pitel (****)[4]
- 1973 : colonel Marcel Paroldi
- 1975 : colonel Arthur Schwartz (**)
- 1977 : Colonel Cot (*****)
- 1979 : colonel Claude Doussineau
- 1981 : colonel Lucien Most
- 1983 : colonel Armand Perzo
- 1985 : colonel Pierre Mignot (***)
- 1987 : colonel Braun
- 1990 : colonel Bauer
- 1992 : colonel Falzone (****)
- 1994 : colonel Jacques Pellabeuf
- 1996 : colonel Yves Beraud (**)
- 1998 : colonel Marc Rudkiewicz (**)
- 2000 : colonel Dominique Laugel (**)
- 2002 : colonel Marc Christy (**)
- 2004 : colonel Wallerand de Madre
- 2006 : colonel Thierry Gauci (** 2s)
- 2008 : colonel Jean Philippe Leroux
- 2010 : colonel Benoit Roux (**)
- 2012 - 2014 : colonel Olivier Waché

(*) Ces officiers sont devenus par la suite généraux.

## Historique des garnisons, combats et batailles du110eRI

### Ancien Régime

#### Guerres de la Révolution
En 1791, les soldats du régiment du Port au Prince s'étaient insurgés. Ils furent rejoints dans la révolte par les 2es bataillons des 9e, 32e et 48e régiments d'infanterie qui avaient été envoyés de Brest pour Saint-Domingue afin de participer à mettre un terme à la Révolution haïtienne. Les 2es bataillons des 32e et 48e régiments d'infanterie furent supprimés tandis que le 2e bataillon du 9e et le régiment du Port-au-Prince furent embarqués fin mars et arrivèrent en juillet à l'île de Ré pour y être réorganisés. Il reste en garnison sur l'île de Ré.
En 1792, après une période révolutionnaire tumultueuse, en application de l'ordonnance du 1er janvier 1791 qui fait disparaître les diverses dénominations, le régiment du Port-au-Prince est renommé 110e régiment d'infanterie et il est rappelé en métropole. À la fin de cette année, il est réorganisé : le 1er bataillon est envoyé l'île de Ré et le 2e bataillon à Carhaix.
En 1793, il participe à la guerre de Vendée dans la région des Sables-d’Olonne et participe à la bataille de La Garnache, à la bataille de Bouin et à la bataille de Noirmoutier. 
Lors de l'organisation des premières demi-brigades :
- le 1er bataillon du 110e régiment d'infanterie qui devait former la 195e demi-brigade de première formation n'est pas amalgamé. Il sera incorporé le 18 nivôse an IV (8 janvier 1796) dans la 33e demi-brigade de deuxième formation.
- le 2e bataillon du 110e régiment d'infanterie est amalgamé avec les 1er bataillon de volontaires de la formation d'Orléans et 4e bataillon de volontaires de Seine-et-Marne pour former la 196e demi-brigade de première formation.

### 110edemi-brigadede première formation (1793-1799)

#### Guerres de la Révolution
Le 14 floréal an II (3 mai 1794), lors du premier amalgame, la 110e demi-brigade de première formation est formée à Longwy avec :
- le 2e bataillon du 55e régiment d'infanterie (ci-devant Condé)
- les 7e et 8e bataillons de volontaires de la Meurthe

S’ensuit une période de luttes aux frontières à laquelle participe farouchement le 110e contre les armées des monarchies européennes, notamment durant la campagne de Sambre-et-Meuse à Fleurus (1794), première inscription au drapeau. Il combat également à la bataille d'Aldenhoven (1794).

### 110edemi-brigadede deuxième formation (1799-1803)

#### Guerres de la Révolution et de l'Empire
La 110e demi-brigade de deuxième formation est formée à Grenoble le 20 nivôse an VII (9 janvier 1799) par l'amalgame de :
- Détachement de la 34e demi-brigade de deuxième formation.
- Détachement de la 50e demi-brigade de deuxième formation.
- De conscrits
- De réquisitionnaires

Elle est engagée dans la campagne d'Helvétie et celle d’Italie, avec une deuxième inscription au drapeau : «ZURICH (1799) ». 
Enfin, la campagne de l’été 1800 en Allemagne du Sud permet aux troupes françaises d’obtenir un retentissant succès politique contre les Autrichiens à la bataille d’Hohenlinden, troisième inscription au drapeau de la 110e demi-brigade de ligne. Mais la situation dans les colonies s’est dégradée depuis le départ du régiment en 1791. La révolte du général de division Toussaint Louverture a ensanglanté la colonie de Saint-Domingue et une expédition de 30 000 hommes est montée en 1801 par Napoléon Ier pour en reprendre possession. Les 2e et 3e bataillons du régiment y sont renvoyés en renfort en 1802. 
En 1803, le 1er bataillon est incorporé dans la  55e demi-brigade de deuxième formation. Le 110e régiment d'infanterie de ligne n'a pas été formé, les 2e et 3e bataillons étant aux colonies. Le numéro 110 reste vacant jusqu'en 1870.
En 1809, toutes les troupes envoyées aux colonies ont progressivement été englouties par les combats et les maladies. Les 2e et 3e bataillons de la 110e demi-brigade disparaissent ainsi faute de renforts, loin de la métropole et des gloires impériales.

### 110erégimentd'infanterie de ligne (1870-1887)

#### Guerre franco-allemande de 1870-1871

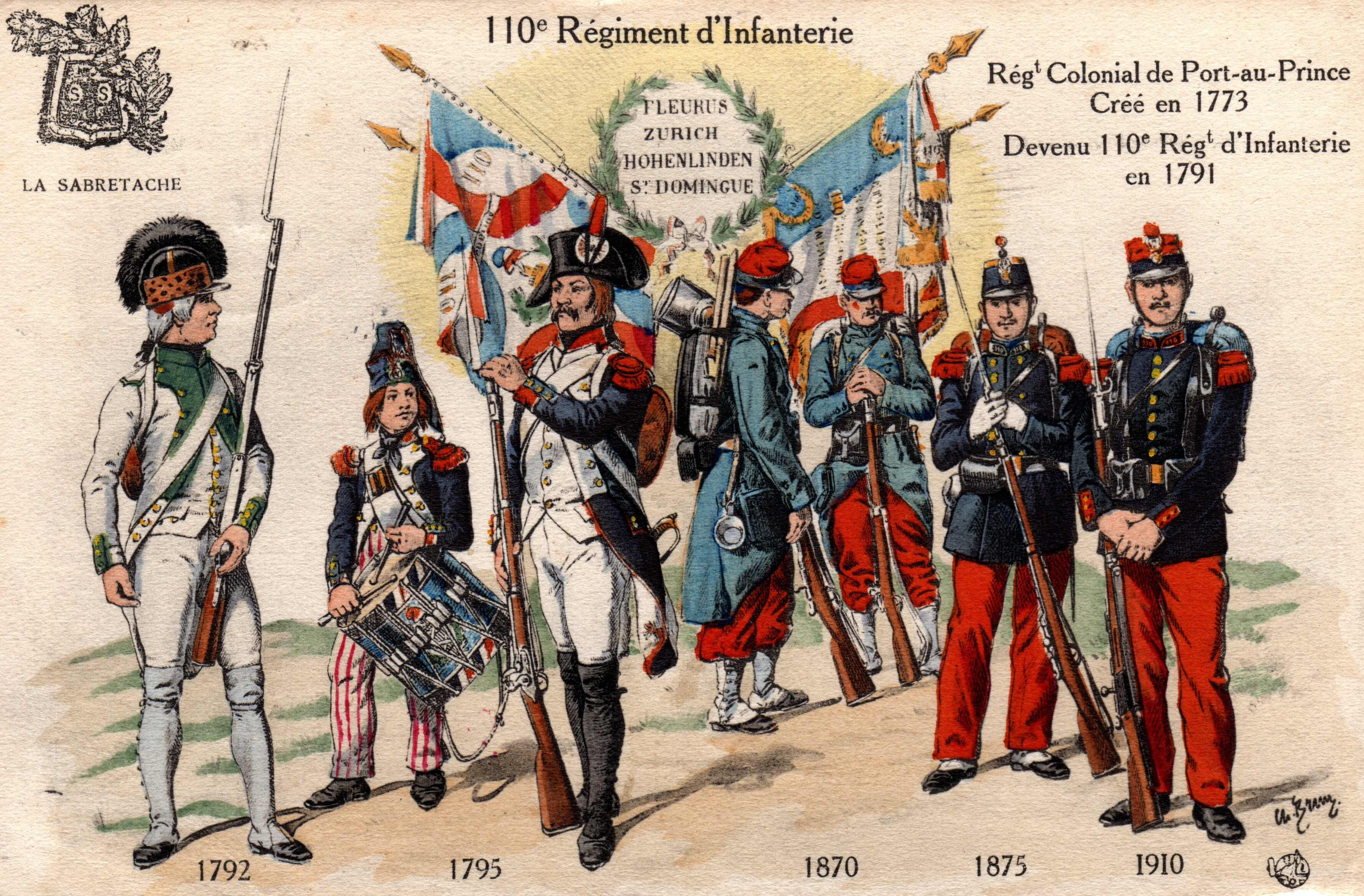
Uniforme du pendant la Révolution et entre 1870 et 1910.

Le 16 août 1870, le 10e régiment de marche est formé avec les
- 4e bataillon du 69e régiment d'infanterie de ligne
- 4e bataillon du 70e régiment d'infanterie de ligne (10 officiers - 400 hommes)
- 4e bataillon du 71e régiment d'infanterie de ligne

provenant de leurs dépôts et dont les soldats sont pour la plupart de nouveaux arrivants qui n'avaient jamais tiré à la cible avec le Chassepot et ignoraient totalement le service en campagne, pour constituer la 1re brigade de la 2e division du 13e corps d'armée
Au 8 novembre 1870, le 110e régiment d'infanterie fait partie de la 2e armée de l'Armée de Paris sous les ordres du général Ducrot .

Avec le 109e régiment d'infanterie du Colonel Miquel de Riu, le Modèle:110 forme la 1re brigade aux ordres du colonel Valentin (gendarmerie). Cette 1re brigade avec la 2e brigade du général Blaise, deux batteries de 4 et une de mitrailleuses, une section du génie constituent la 2e division d'infanterie commandée par le général de Maudhuy. Cette division d'infanterie évolue au sein du 1er corps d'armée ayant pour commandant le général de division Blanchard.
- guerre franco-prussienne de 1870 :
  - Siège de Paris (1870) : Combats et batailles à Villejuif, Bagneux, Buzenval, l'Haÿ…

#### 1871 à 1914
Durant la Commune de Paris en 1871, le régiment participe avec l'armée versaillaise à la semaine sanglante.
Septembre 1873 marque le renouveau du régiment dans sa nouvelle garnison de Dunkerque, où il restera jusqu'en 1940. En 1880, une quatrième inscription « SAINT DOMINGUE 1802 » est ajoutée au drapeau en souvenir des luttes passées du 110e.
La présence du régiment permet de maintenir le calme durant les périodes de grèves de 1880. Le 2e bataillon participe à la campagne de Tunisie de 1881 à 1883, mais la principale activité réside dans la préparation de la revanche grâce à d’incessantes manœuvres. Cette période stable permet au régiment de s’enraciner profondément dans sa belle garnison du Nord ; la répartition géographique de ses bataillons se fait à Dunkerque même, dans la Caserne Jean Bart, mais aussi à Gravelines et à Bergues.

### 110erégimentd'infanterie

#### Première Guerre mondiale

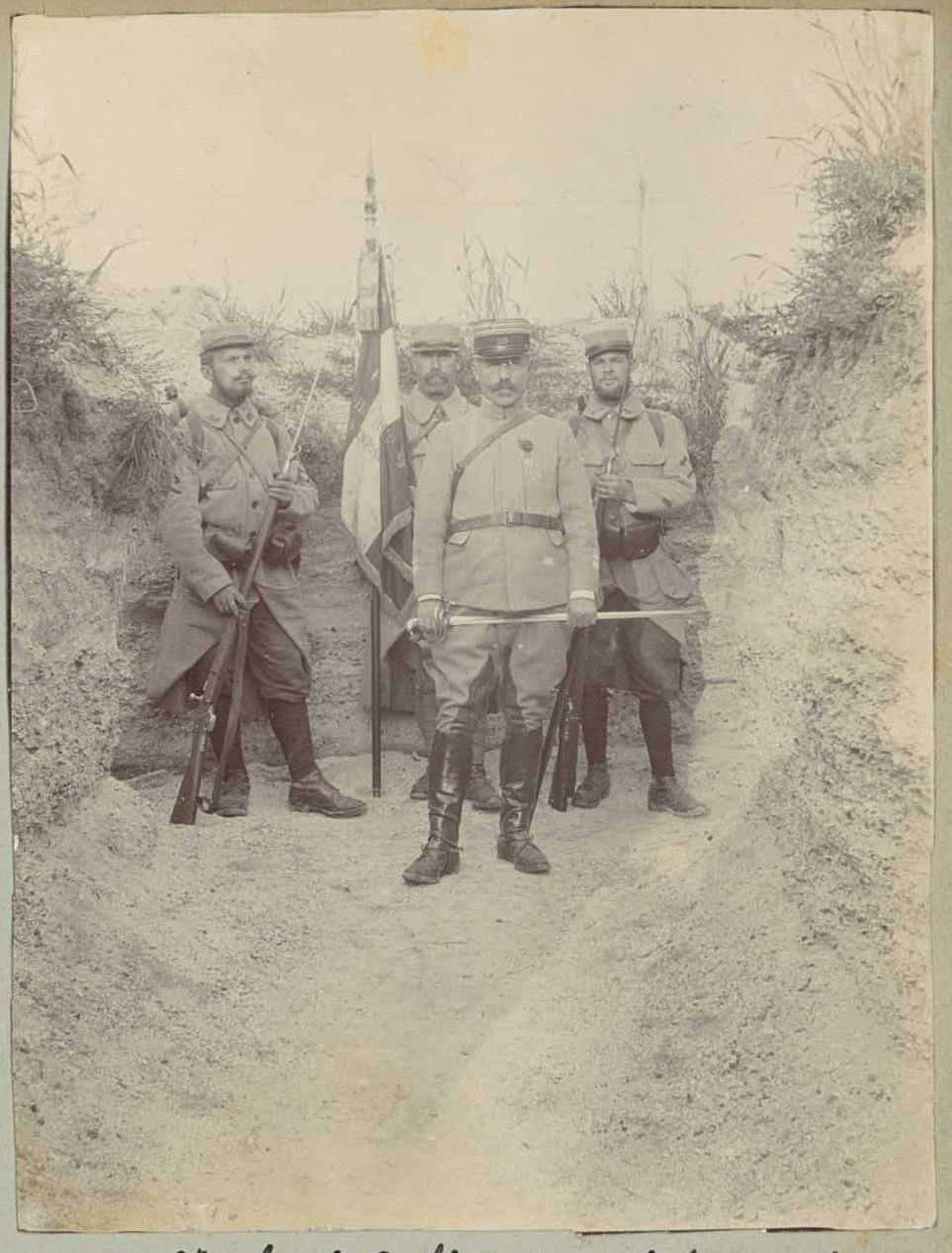
Le lieutenant-colonel Buffet, le drapeau du régiment et sa garde.

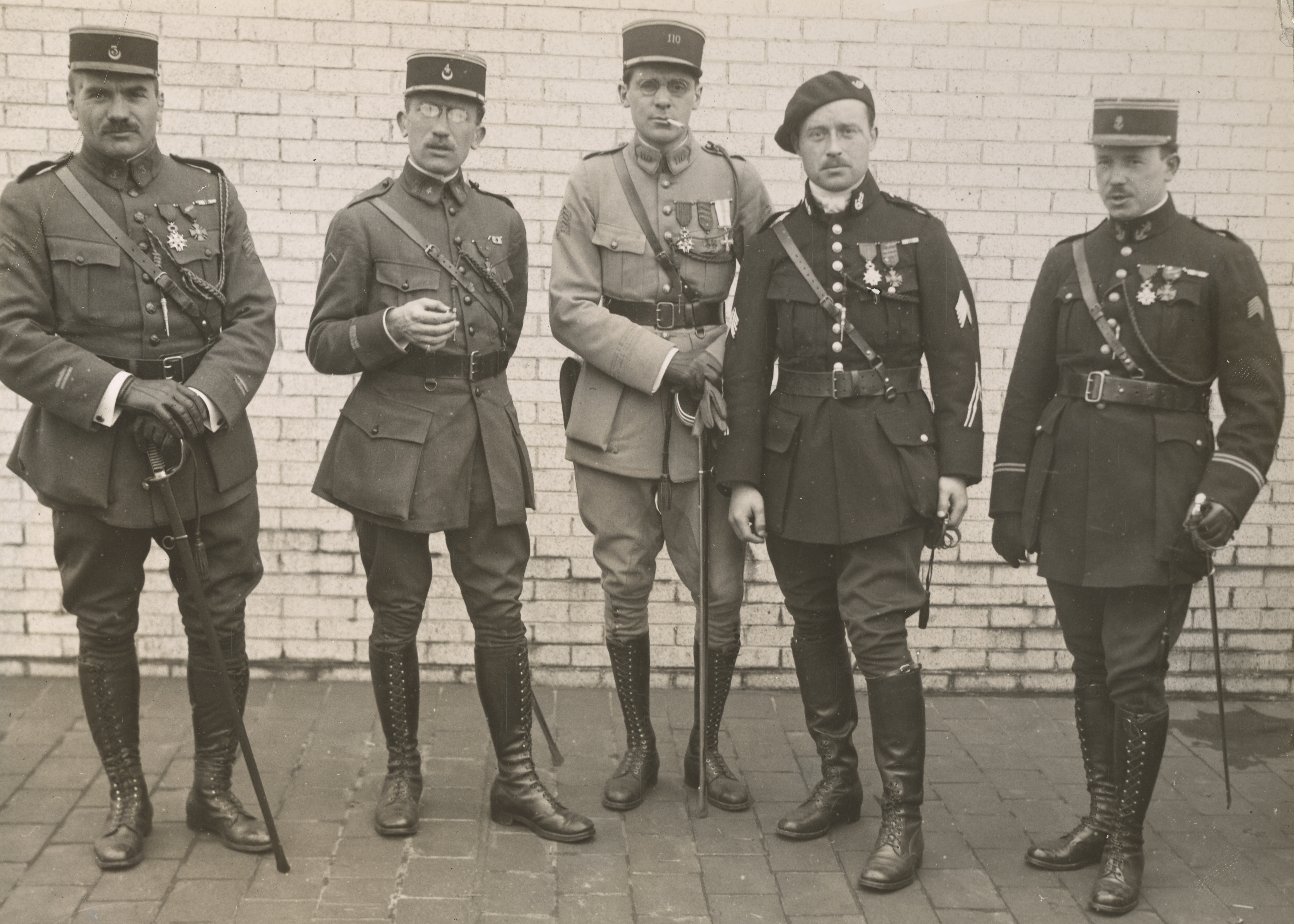
Un lieutenant du (en gris et au milieu) avec d'autres lieutenants, et d'un sous-officier d'un régiment des chasseurs à sa gauche, particulièrement décorés lors d'une tournée aux États-Unis en mai 1918.

##### 1914
Dès septembre 1914 Sarlat en Dordogne devient le dépôt, la base arrière du régiment où les appelés de 14-18 furent incorporés et firent leurs classes avant de monter au front.
C’est la Grande Guerre qui donne enfin au 110 la reconnaissance de ses sacrifices passés. 

##### 1916
Sa valeur au feu de 1914 à 1918 le place parmi les régiments d’élite car il est de toutes les grandes batailles comme à Verdun, en février 1916, où il relève le glorieux 95e à Douaumont et absorbe au prix d’effroyables pertes le raz-de-marée ennemi au plus fort de l’offensive allemande. L’année 1916 est terrible car l’offensive sur la Somme vient engloutir durant les combats pour Combles les combattants rescapés de Verdun. 

##### 1917
Puis c’est le front de Champagne, avec l’offensive sur Craonne le 16 avril 1917 où les trois bataillons du régiment sont décimés en plein assaut par les mitrailleuses embusquées.
Après des permissions bien méritées, c’est le front des Flandres qui attend les soldats, où ils s’illustrent en s’emparant de tous leurs objectifs le 9 octobre 1917. 

##### 1918
Ils participent à l’arrêt de l’ultime offensive allemande généralisée en défendant âprement les bords de l’Ourcq au sein de la 6e armée du général Degoutte, puis en contre-attaquant avec succès dans la profondeur du dispositif allemand. Enfin à partir d’août 1918, le 110 participe victorieusement aux violents combats pour franchir l’Ailette au sein de la 10e armée du général Mangin.
À la fin de la guerre, le régiment stationne à Mayence, et c’est à Wiesbaden que lui est remis solennellement par le Maréchal Pétain, la fourragère de la médaille militaire en récompense des 5 citations à l’ordre de l’Armée obtenus durant le conflit. C’est l’hommage rendu aux 108 officiers, aux 250 sous-officiers et aux 2 369 caporaux et grenadiers tombés au Champ d’Honneur. 
Quatre inscriptions nouvelles ornent désormais le Drapeau : « Belgique 1914 », « Verdun 1916 », « La Somme 1916 », « La Marne 1918 ».

#### L’entre-deux-guerres
En 1919, le régiment retrouve sa garnison de Dunkerque, mais retourne à trois reprises en Allemagne, à Trèves, à Düsseldorf et à Bonn dans le cadre de l’occupation. En 1928, le régiment établit son 2e bataillon à Calais et le 3e à Boulogne-sur-Mer, le 1er bataillon restant avec le PC à Dunkerque. En 1933, il devient 110e régiment d’infanterie motorisé et fait partie des meilleurs éléments de l’armée française.

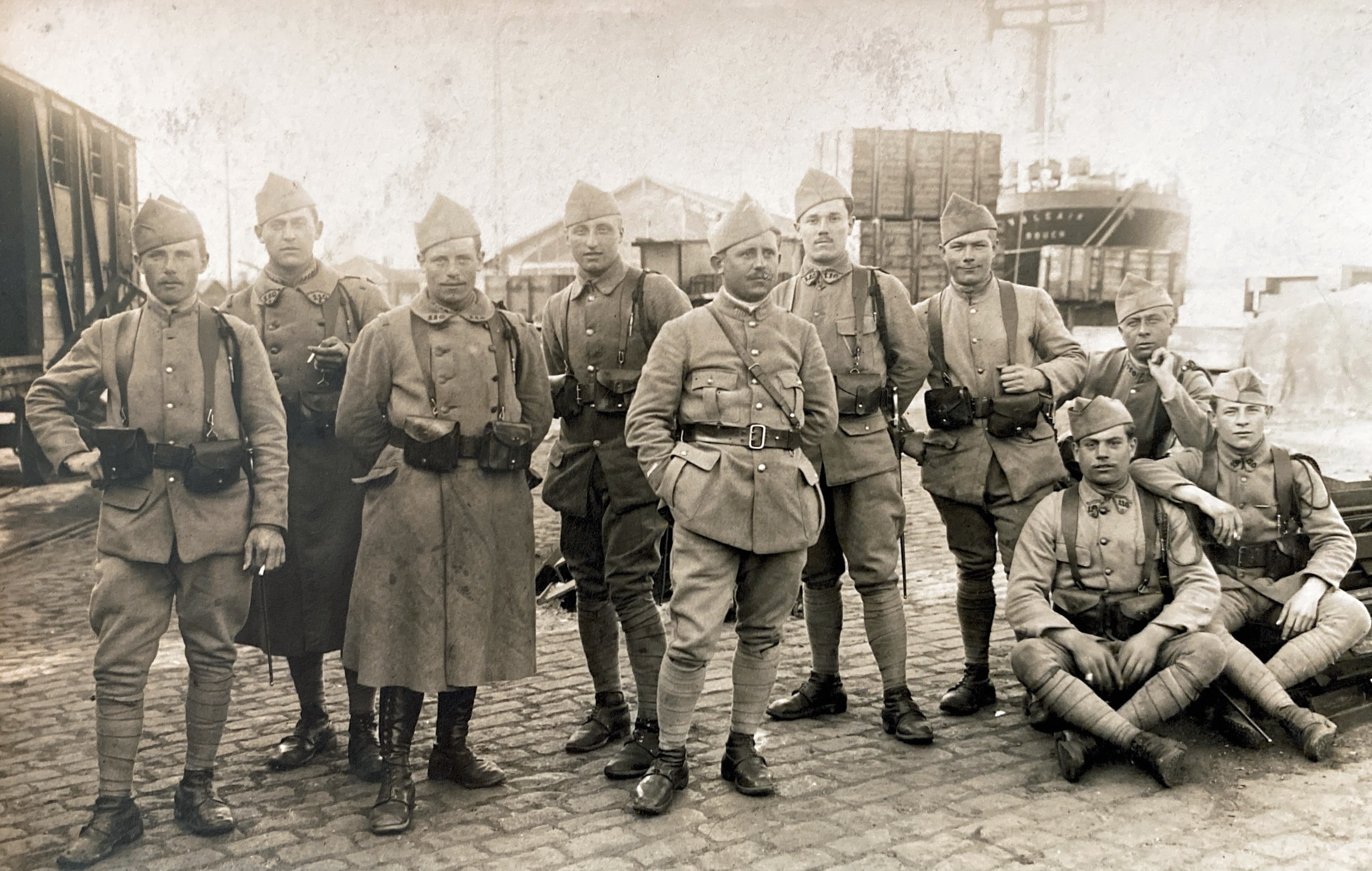
Soldats du 110e RI après la guerre de 14-18 : présence de la fourragère aux couleurs de la médaille militaire.
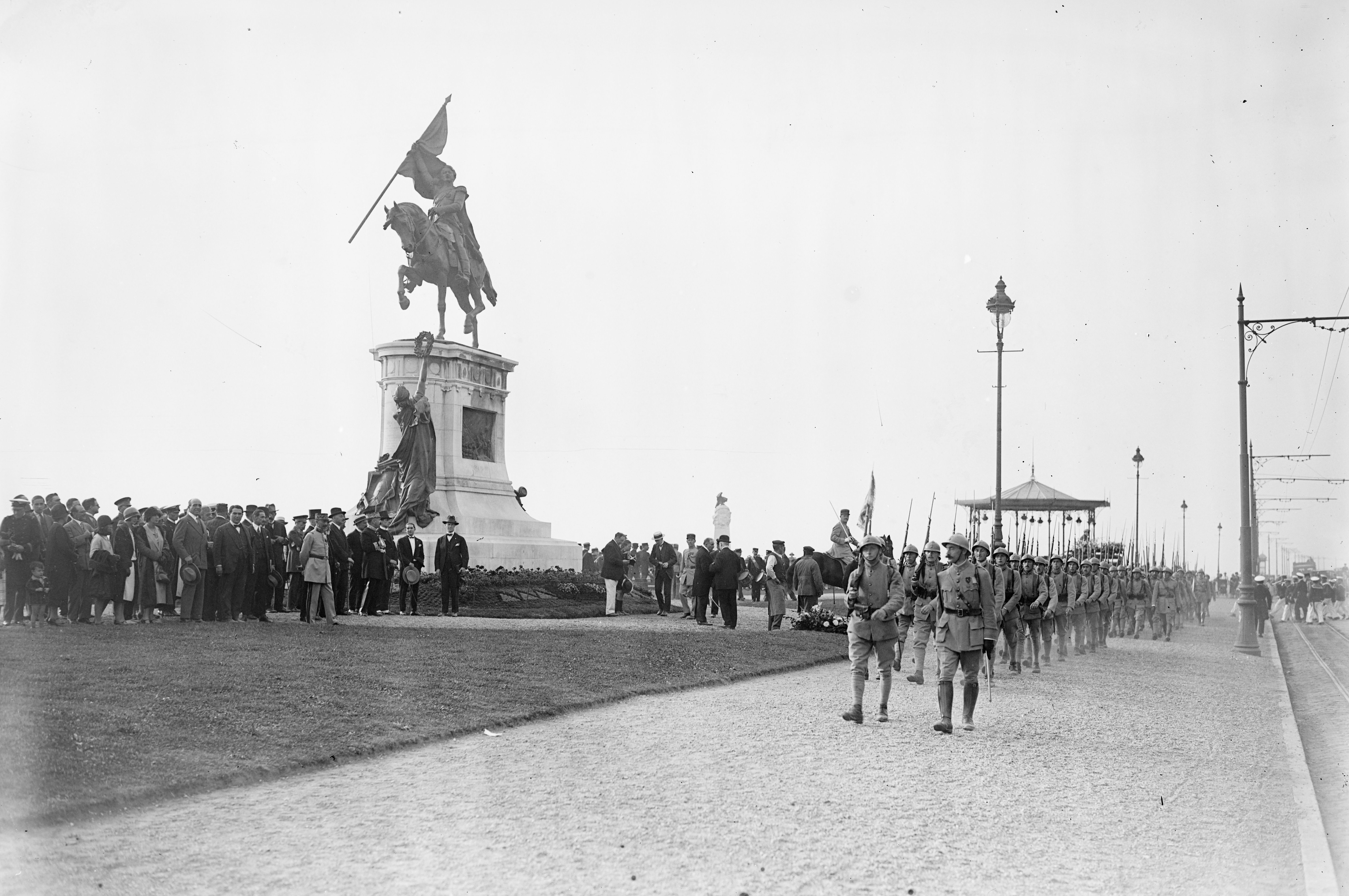
Une compagnie du 110e RI défile à Boulogne-sur-Mer en 1925 devant la statue du général San Martín (cs).
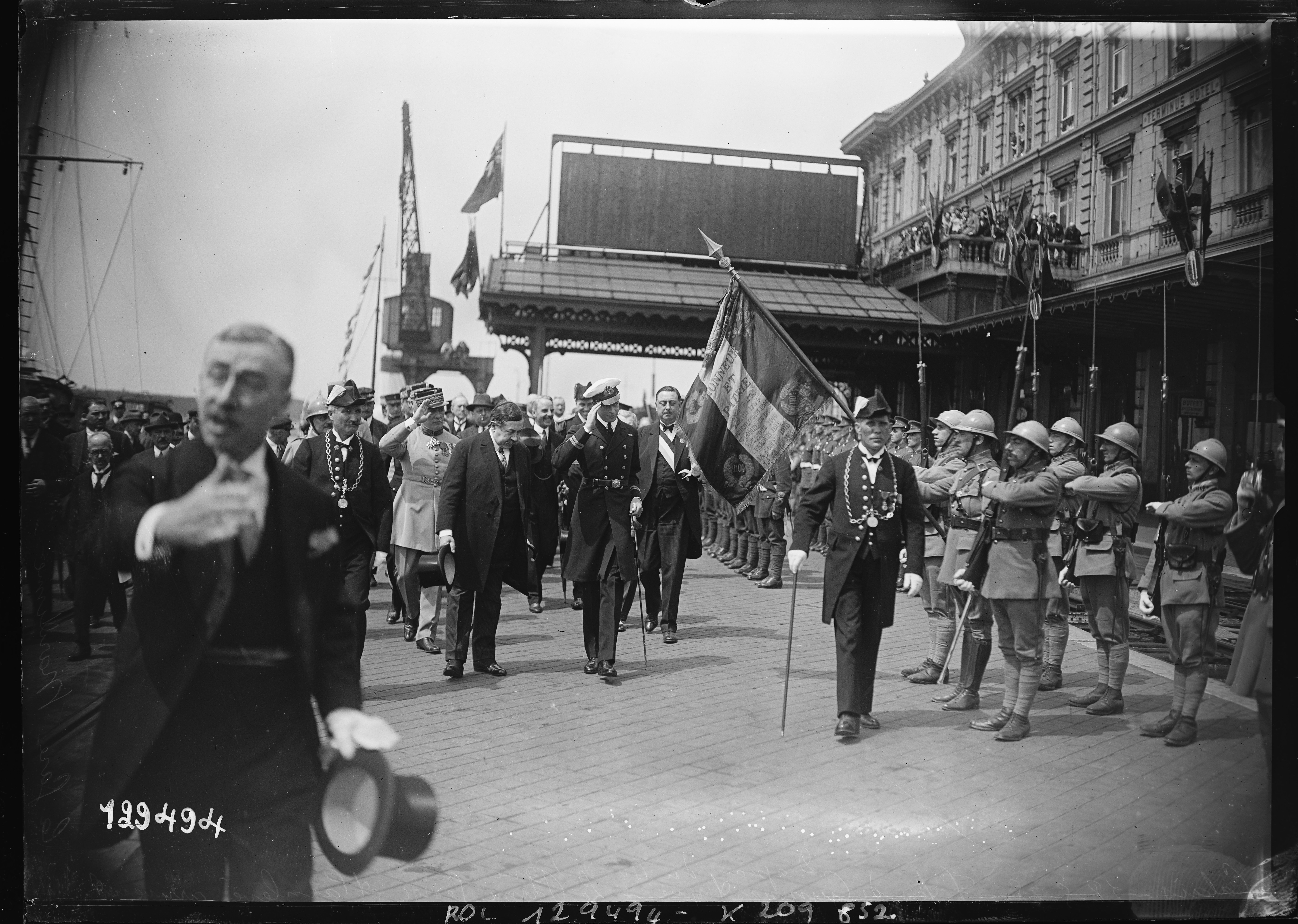
Le drapeau du 110e RI salue le prince George de Kent et le ministre de la guerre Paul Painlevé à Calais en 1928 .
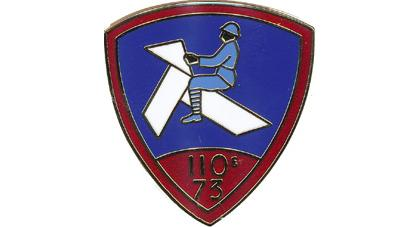
À partir de 1933, insigne de la compagnie de tradition du 110e RIM (110e régiment d'infanterie mécanisée) ayant la garde du drapeau du 73e RI.

#### Seconde Guerre mondiale

##### 1939

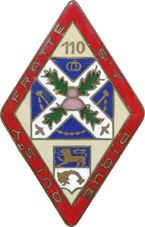
Insigne du RI en 1939-1940.

Au déclenchement de la Seconde Guerre mondiale, le régiment est rattaché à la 1re division d'infanterie motorisée de la 1re armée.

##### 1940
L’offensive allemande du 10 mai 1940 surprend l’armée belge qui ne parvient pas à se rétablir. La 1re DIM doit s’avancer au contact de l’ennemi en toute urgence pour stopper son avance sur la « position Dyle ». À partir du 11 mai, le 110 va livrer durant quatre jours entiers un combat retardateur aux côtés des 1er RI et 43e RI face à la 3e Panzerdivision autour des villages de Perbais et Chastres. Malgré l’absence de soutien aérien et de renforts en blindés, les positions défensives du 110 n’ont pu être enfoncées durant les combats de Gembloux grâce à une excellente défense anti-char. Malgré d’importantes pertes le régiment s’est maintenu jusqu’à l’ordre de repli au moment même où la 9e armée est enfoncée au sud. Une série de combats de retardement sont livrés en direction de Lille. Le 26 mai 1940, à Houlle, 13 membres du régiment, prisonniers de guerre, ont été exécutés par des soldats SS de la Leibstandarte Adolf Hitler sous les ordres de Sepp Dietrich. Un odonyme local (« Rue du 26-Mai-1940 ») rappelle cet événement.
Les éléments à pied du régiment, pris au piège dans la poche de Lille, défendront Loos-les-Lille jusqu’à épuisement des munitions le 31 mai. Les honneurs militaires sont rendus au détachement des survivants qui conservent leur armement. Seul le PC et les éléments motorisés arrivent à Dunkerque et parviennent à s’embarquer pour l’Angleterre le 1er juin et sont débarqués le 5 juin à Brest en vue de poursuivre le combat au sein de la 17e division légère d'infanterie reconstituée en Normandie. Le régiment est en majorité fait prisonnier après l'Armistice. Le drapeau échappe à la capture en étant confié à un couple d’instituteurs.

##### 1944-1945
Durant l’occupation, dès 1942, des groupes FFI se rassemblent sous l’impulsion d’anciens combattants du régiment et porte un brassard avec le no 110. Le 15 octobre 1944, le 110e régiment d’infanterie renaît provisoirement en plein siège de Dunkerque et participe aux combats jusqu’à la réduction des troupes allemandes dans le Nord.
La reconstitution effective du 110 ne s’effectue que le 1er janvier 1945 en vue de la poursuite des combats en Allemagne. Le 8 avril, le régiment réorganisé sur le modèle américain est présenté à son ancien drapeau sauvé en 1940. Début mai, le 110 franchit le Rhin au sein de la 1re DIM de la Première Armée du général de Lattre de Tassigny et vient participer à l’occupation de l’Allemagne en pays de Bade.

#### Depuis 1945
Une période de réorganisations incessantes en fonction des besoins s’ensuit et voit les effectifs du 110e RI donner naissance :
- au 1er bataillon de marche du 110e RI (formé du 1er bataillon renforcé d’une compagnie, commandée par le capitaine Desserteaux, provenant de 4 bataillons de chasseurs alpins stationnés en Autriche) qui part pour l’Indochine le 11 janvier 1947, débarque à Tourane et intervient à Hué. Après une campagne éprouvante, durant laquelle il obtient une croix de Guerre des TOE, le bataillon est dissous au profit d’autres unités (5e BMEO, 35e RI, 23e RIC et 2e RTM). Une compagnie de volontaires du 1er BM/110e RI continuera à servir en tant que commando 110 au sein du 2e bataillon /21e RIC sous les ordres du capitaine Laval.
- au 110e bataillon d'infanterie du Groupement d’Infanterie no 11, de 1947 à 1949, (à partir du 2e Bataillon). Celui-ci redevient 110e RI le 16 janvier 1949 et occupe Constance, Lindau puis Langenargen.

Les effectifs du 110e RI donne lui-même à nouveau naissance à deux nouvelles unités en 1950 :
- le 110e régiment d’infanterie coloniale (1950-1955) qui devient 21e RIC.
- le 110e bataillon d’infanterie (1950-1955) qui devient 110e régiment d’infanterie motorisé (1955-1963) durant le conflit algérien.

D’août 1955 à septembre 1961, le 110e appartient au corps d’armées d’Oran et participe activement à la sécurisation de sa zone d’action au sein de la 4e DIM. Ses nombreuses activités de patrouilles et de nomadisations lui coûtent 113 morts, mais son professionnalisme est souligné par l’attribution de 780 citations individuelles et vaudra au régiment une ultime inscription au drapeau « AFN 1954- 1962 ».
À son retour en France, de nouvelles réorganisations attendent le 110 qui, après un rapide séjour à Belfort, devient 110e régiment d’infanterie mécanisé puis 35e RIM en 1964. Le 1er juillet 1964, est recréé le 110e régiment d’infanterie motorisé dans la garnison de Donaueschingen, grâce au fusionnement des 4e RTM et 30e bataillon de chasseurs à pied. Dès 1968, le régiment est transformé en régiment motorisé de 2e corps d’armée et le reste jusqu’en 1984, date à laquelle il bascule dans la 3e DB et perd la moitié de ses compagnies. C’est une période intense de préparation opérationnelle en collaboration avec les armées allemandes, anglaises et américaines face aux soviétiques, pendant laquelle le régiment acquiert un excellent niveau, sert les matériels les plus modernes. L’effondrement du rideau de fer marque la fin de la guerre froide et une nouvelle époque s’ouvre avec la création de la Brigade franco-allemande le 1er octobre 1990.
Présent à Donaueschingen depuis le 1er juillet 1964, dans le pays de Bade, le 110 s’est adapté pleinement à sa garnison même s’il garde des attaches très fortes avec sa ville marraine : Dunkerque. Le 110 entretient plus que jamais des relations privilégiées avec son bataillon binôme allemand, le 292. Jägerbatalion avec lequel il partage ses quartiers depuis 1993. Au sein de la Brigade franco-allemande, les deux régiments d’infanterie de la BFA, le 110e RI et le JgBtl 292 sont stationnés dans le même quartier à Donaueschingen et sont jumelés avec des municipalités allemandes du Bade-Wurtemberg. La Compagnie d’éclairage et d'appui (CEA) du 110e RI est stationnée à Villingen.
Sa structure même est adaptée au modèle allemand avec 3 compagnies de combat et une compagnie d’éclairage et d’appui soutenues par une compagnie d’administration et de soutien et une compagnie de commandement et de logistique. Chacune de ses compagnies est également jumelée avec une bourgade environnante. Les activités opérationnelles s’enchaînent pour le 110 au contact de leurs camarades allemands. Après la prise d’alerte NRF7, la préparation des GT 1500 Union Européenne s’accélère avec comme objectif affiché la projection à court terme d’un élément conjoint franco-allemand en mission extérieure dans le cadre des missions de Petersberg. Il se trouve alors à la pointe de la défense européenne.
Le 24 juin 2014, le 110e régiment d’infanterie est dissous, décision motivée par des contraintes budgétaires.

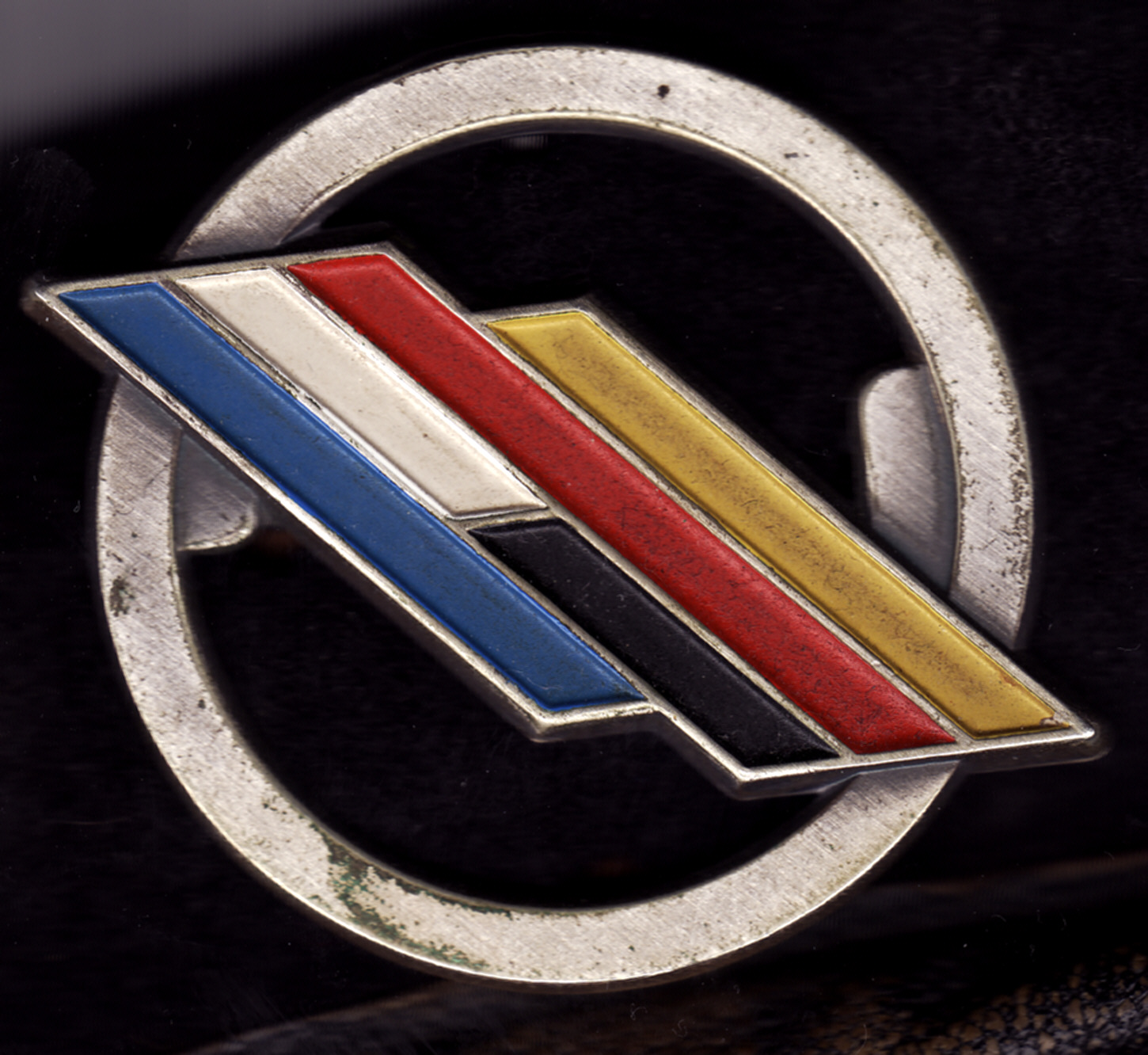
Insigne de béret de la brigade Franco-Allemande porté par les membres du 110e RI (1998).
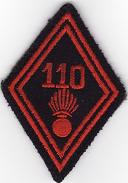
Insigne d'épaule gauche du 110e RI au grade de soldat (1998).
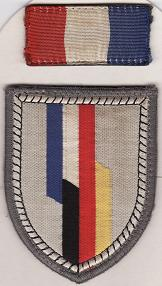
Insigne de la BFA arboré sur l'épaule droite. Le drapeau permet (en dehors de l'uniforme) de différencier les éléments français et allemands.
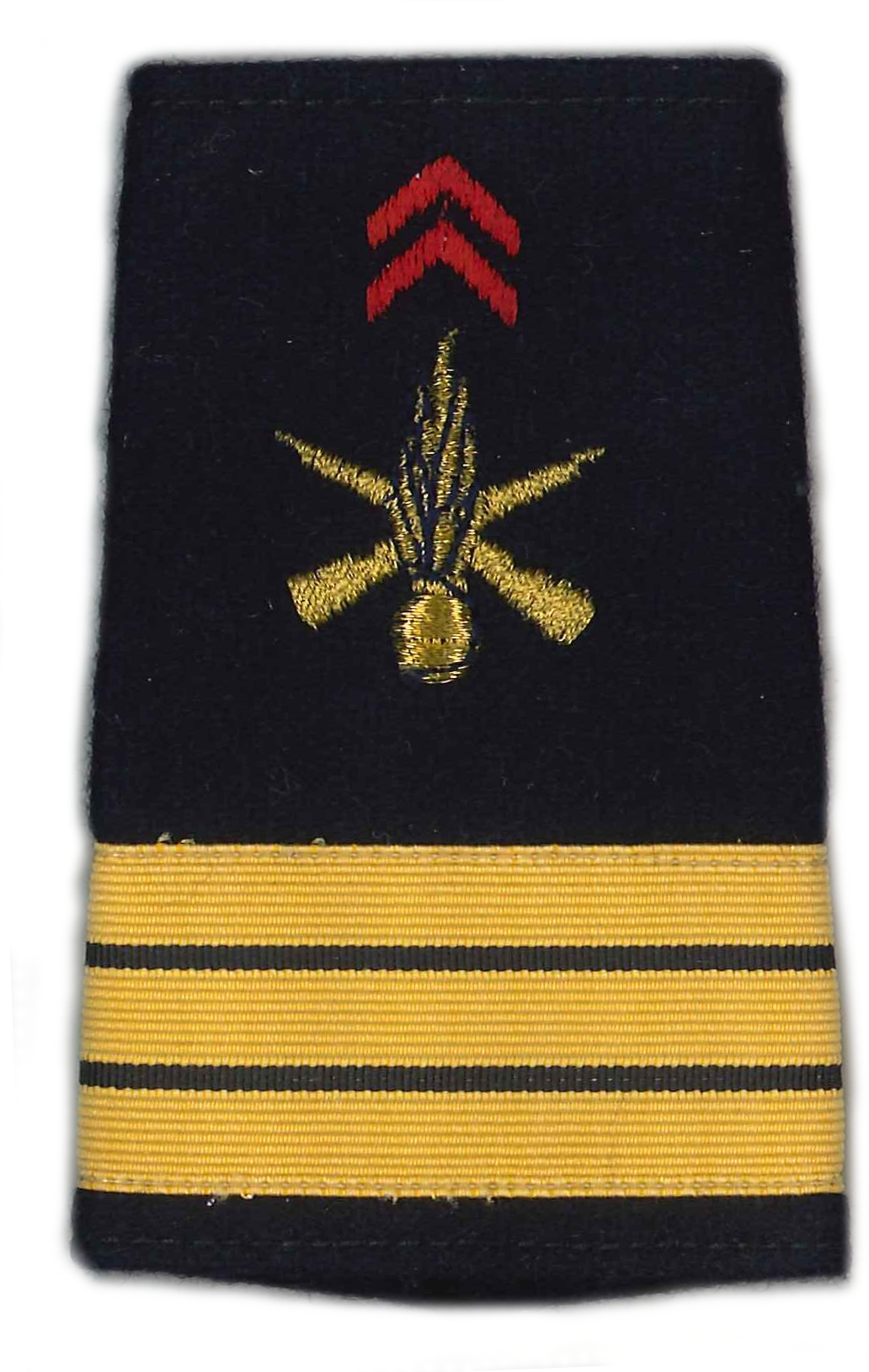
Fourreau d'épaule d'infanterie au grade de capitaine.

#### Engagements récents en opérations extérieures (OPEX) et en missions de courte durée (MCD)
- 1996 : Bosnie (Mandat IFOR).
- 1997 : Bosnie (2e et 3e Mandat SFOR).
- 1998 : Guyane.
- 1999 : Guyane.
- 2000 : Bosnie (GTFR 12).
- 2002 : Guyane, Côte d'Ivoire, Nouvelle-Calédonie.
- 2003 : Bosnie (GTFR 19), Macédoine (EUFOR Concordia), Côte d'Ivoire (Opération Licorne 3), Nouvelle-Calédonie.
- 2004 : Tchad (Épervier), Afghanistan (Opération Pamir 9).
- 2005 : Sénégal, Côte d'Ivoire (Licorne 10), Afghanistan (opération Épidote 18).
- 2006 : Côte d'Ivoire (Licorne 11).
- 2007 : Guyane, Sénégal, Kosovo (Bat-Fra 16).
- 2008 : Côte d'Ivoire (Licorne 17), RCA (Opération Boali 19), RCA (EUFOR Tchad/RCA 3).
- 2009 : Kosovo (Bat-Fra 20).
- 2010 : Tchad (Épervier), Guyane, Afghanistan (OMLT).
- 2011 : Kosovo (MNBG-N 4), Afghanistan (OMLT).
- 2012 : Nouvelle-Calédonie, RCA (Opération Boali 30).
- 2013 : Tchad (Épervier), Djibouti, Allemagne, intervention lors des inondations [9]
- 2014 : Guyane (Harpie), Martinique

## Les devises des compagnies et leurs surnoms éventuels
- 1re compagnie : « Faire face »
- 2e compagnie : « La sueur épargne le sang » - Les diables
- 3e compagnie : « More Majorum » - Les lions »
- 4e compagnie : "le diable est contre nous, tant pis pour lui"
- 5e compagnie : « Partout on l'engage »
- 8e compagnie : « Ad Augusta per Angusta »
- Compagnie d'Éclairage et d'Appui (CEA) : « Videre et Ferire » (« Voir et faire feu ») - Les griffons.
- Compagne Administration Soutien (CAS) : « Pas d'état d'âme »

## Distinctions

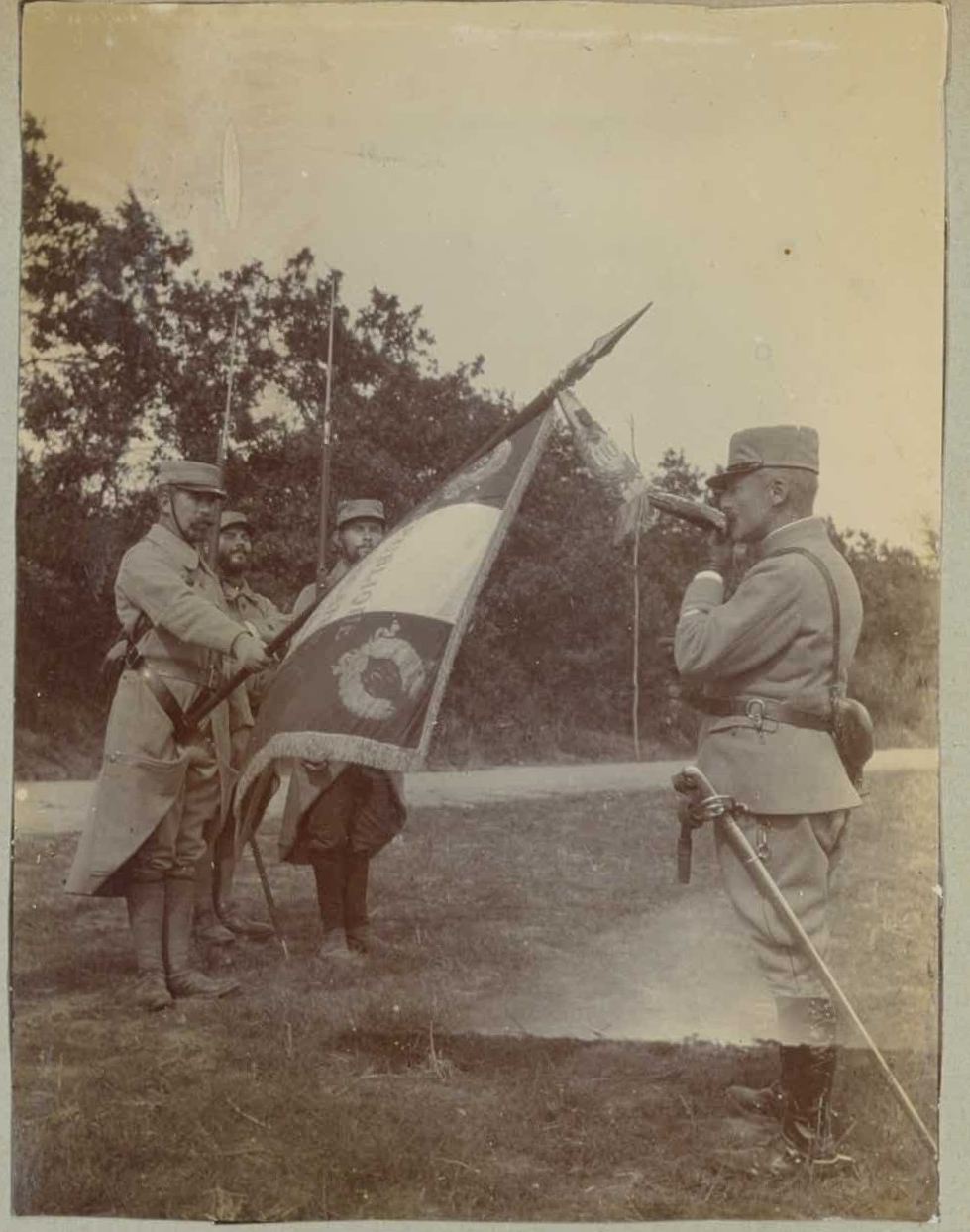
Juin 1915 : le régiment reçoit la croix de guerre

Sur la cravate du drapeau sont épinglées la croix de guerre 1914-1918 avec cinq palmes  et la Fourragère aux couleurs du ruban de la Médaille militaire décernée le 3 septembre 1918.

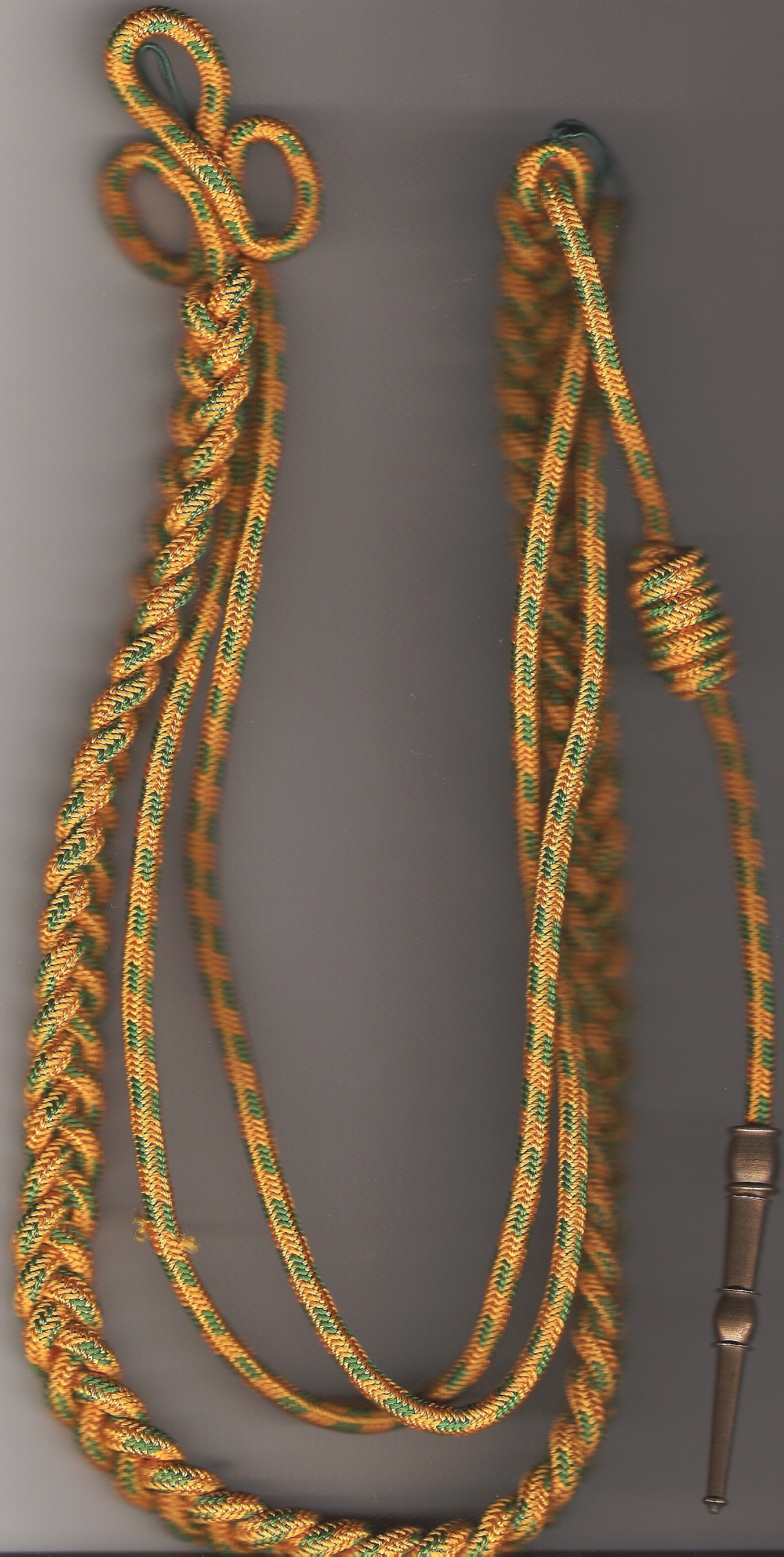
Fourragère aux couleurs du ruban de la médaille militaire

### Drapeau du régiment
Il porte, cousues en lettres d'or dans ses plis, les inscriptions suivantes, :
- Fleurus 1794
- Zurich 1799
- Hohenlinden 1800
- Saint-Domingue 1802
- Belgique 1914
- Verdun 1916
- La Somme 1916
- La Marne 1918
- AFN 1952-1962

### Devise
« Qui s'y frotte s’y pique » qui est aussi celle de la ville de Nancy (Meurthe-et-Moselle) et par la même occasion celle du 26e régiment d'infanterie de Nancy-Vandœuvre. Les mêmes mentions sont portées sur son insigne régimentaire.

## Personnages célèbres ayant servi au110eRI
- Louis-Joseph Hugo (1777-1853), volontaire au 6e bataillon de la Meurthe, lieutenant en second dans la 110e demi-brigade en 1800.
- Louis Thomas Gengoult, alors soldat dans la 110e demi-brigade de première formation
- Lucien Rolmer
- Patrick Denaud, soldat à la 2e compagnie en 1973-1974. Journaliste et écrivain, il sera durant huit ans agent de la DGSE.
- Gérard Cousin dit Gérard de Suresnes[12]

## Sources, notes et autres références